# Jam Session (film)
Jam Session is een Amerikaanse korte concertfilm uit 1942. In de film zien we Duke Ellington en zijn orkest het nummer C Jam Blues spelen. De film werd in 2001 opgenomen in de National Film Registry.